# Мальтиц, Леонтий Фёдорович
Барон Леонтий Фёдорович Мальтиц (?—1828) — генерал-майор, герой русско-турецкой войны 1787—1792 годов.
В военную службу вступил в 1767 году. Служил в Кубанском егерском корпусе, принимал участие в русско-турецкой войне 1787—1792 годов, в 1788 году за отличие был произведён в подполковники. 18 марта 1792 года был награждён орденом св. Георгия 4-й степени (№ 474 по кавалерскому списку Судравского и № 900 по списку Григоровича — Степанова)
За храбрые и мужественные подвиги, оказанные в сражении при Мачине.
17 мая 1797 года был назначен командиром 11-го егерского полка, 23 сентября того же года получил чин полковника и 20 августа 1798 года — генерал-майора. С 25 июля 1799 года был шефом Фридрихсгамского гарнизонного полка и на этой должности находился до 4 марта 1800 года, когда был произведён в генерал-лейтенанты. 1 января 1802 года был назначен шефом Ярославского мушкетёрского полка. С. В. Волков ошибочно сообщает что Мальтиц в 1799 году был шефом Выборгского мушкетёрского полка, но эту должность в то время занимал генерал-майор П. К. Эссен.
15 ноября 1805 года Мальтиц вышел в отставку и скончался в 1828 году.